# Gainesville (Florida)
Gainesville város az USA Florida államában, Alachua megyében, melynek megyeszékhelye is.

## Népesség
A település népességének változása:
| Lakosok száma | 95 447 | 124 354 | 131 591 | 141 085 |
|               | 2000   | 2010    | 2016    | 2020    |